# بنيامينو دي جياكومو
بنيامينو دي جياكومو (بالإيطالية: Beniamino Di Giacomo)‏ (13 نوفمبر 1935 في إيطاليا - ) هو مدرب كرة قدم ولاعب كرة قدم إيطالي في مركز الهجوم. لعب مع إنتر ميلان ونادي أنكونا ونادي تشيزينا ونادي تورينو ونادي سبال ونادي ليكو ونادي مانتوفا ونادي نابولي وAC Bellaria Igea Marina ‏ وUS Recanatese ‏.

## وصلات خارجية
- بنيامينو دي جياكومو على موقع قاعدة بيانات كرة القدم.إي يو (الإنجليزية)
- بنيامينو دي جياكومو على موقع ناشيونال فوتبول تيمز (الإنجليزية)
- بنيامينو دي جياكومو على موقع عالم كرة القدم.نت (الإنجليزية)